# Mats Theselius

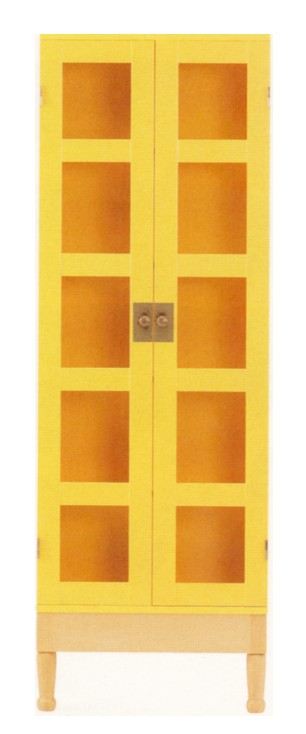
„National Geographic“

Mats Theselius (* 5. Januar 1956 in Stockholm) ist ein schwedischer Innenarchitekt, Künstler und Möbeldesigner.

## Leben und Werk
Mats Theselius beendete 1984 seine Ausbildung an der Stockholmer Kunsthochschule Konstfack, 1989 kam er zur Möbelfirma Källemo in Värnamo. Eine seiner frühen Arbeiten war eine gepolsterte Faltwand, die aus silbrig schimmernder Seide hergestellt zu sein schien, aber das Material war Aluminiumblech, versehen mit Nieten, die bewirkten, dass die Wand gepolstert aussah. Diese Schirmwand ist heute ein begehrter Auktionsgegenstand, wie viele von Theselius’ späteren Gegenständen.

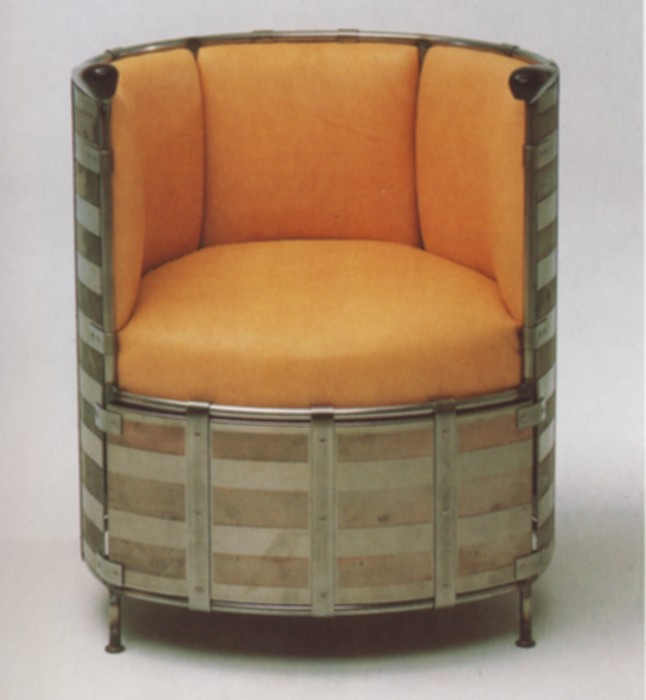
„Älgskinnsfåtöljen“

Im Jahr 1985 erregte Theselius Aufsehen mit seinem Älgskinnsfåtölj (Elchledersessel), einem zylinderförmiger Klubsessel aus Eisenblech und Elchhaut. Ein weiteres Möbel, das viel Beachtung fand, war sein schlanker Bücherschrank National Geographic von 1988/1990, in dem 25 Jahrgänge der Zeitschrift National Geographic Platz haben und der in der gelben Farbe des Umschlages des Heftes lackiert ist. Weiter können seine Sessel Rex (1994), El Rey (1999) und Ambassad (1999) für die schwedische Botschaft in Berlin genannt werden. 

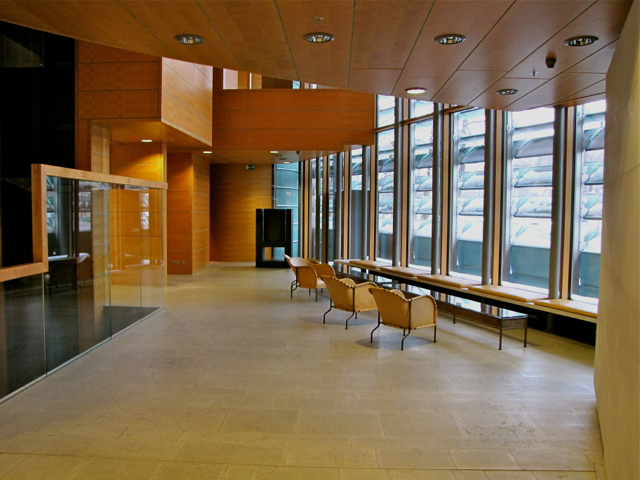
Foyer der Botschaft in Berlin mit seinem Stuhl Bruno

 Mats Theselius schuf ebenfalls die Serie „nationale Sessel“, wo jeder Sessel ein Unikat ist und nur in einem einzigen Exemplar hergestellt wird. Einen dieser Sessel mit dem Namen Norrsken (Nordlicht) überreichte er 2005 der schwedischen Kronprinzessin Victoria als Geschenk. Dieser schmückt nun das Besuchszimmer der Kronprinzessin im Stockholmer Schloss.
Mats Theselius ist ein vielseitiger Designer, er arbeitet hauptsächlich mit Möbeln, aber auch mit Formengebung von Keramik und Schmuck, er schöpft Muster für Teppiche und engagiert sich bei Ausstellungen und Bauprojekten. Neben seiner nationalen und internationalen Karriere war er von 1995 bis 1996 als Professor an der Högskolan för Design och Konsthantverk der Universität Göteborg tätig.
Im Jahr 2011 wurde er an die Königliche Akademie der freien Künste in Stockholm berufen.